# Чіп балканський
Чіп балканський (Zingel balcanicus) — вид риб родини окуневих (Percidae). Ендемік Північної Македонії. Раритетний вид риб, занесений до Червоного списку МСОП та інших природоохоронних документів.

## Опис
Невелика риба, до 16 см завдовжки.

## Поширення
Поширений на Балканах у середньому басейні р. Вардар (від Смоквиці до Сиричина), а також у її притоці Треска до Македонського броду (Північна Македонія). Не підтверджений у Греції, але можливе його знаходження нижче за течією до Боймиці.

## Охорона
Раритетний вид риб, занесений до Червоного списку МСОП (охоронна категорія: вид перебуває в критичному стані). В межах вузького ареалу стан природних популяцій виду наразі залишається нестабільним. Спостерігається тенденція до зниження чисельності популяції виду. Тому чіп балканський занесений також до Директиви Європейського Союзу 92/43/ЄС «Про збереження природних оселищ та видів природної фауни і флори» (Додаток II. Види рослин і тварин, що становлять особливий інтерес для Європейського Союзу, збереження яких потребує створення територій особливої охорони).